# Pierre Boudin
Pierre Boudin, conegut també com a «Pouly III» i «Pierre Pouly» (Tarascó, 7 de març de 1899 - Arle, 24 de desembre de 1988), va ser un matador de toros, membre de la resistència francesa, conseller municipal, alcalde d'Arle i empresari taurí francès.

## Biografia
Durant el període d'entreguerres, va ser un dels pocs matadors francesos, prenent una primera alternativa a Arles el 5 de setembre de 1920 (no vàlida a Espanya) i després una segona alternativa a Barcelona el 7 d'agost de 1921. La seva carrera va continuar fins al 1931.
Durant la Segona Guerra Mundial, es va unir a la Resistència i va ser responsable del sector d'Arles. Va ser sentenciat a mort per absència. En aquell moment era alcalde d'Arles. A l'Alliberament, és designat president de la delegació municipal, però rebutja la plaça d'alcalde. Rep la Legió d'Honor, la Creu de Guerra amb estrella, i la Medalla de la Resistència.
Retornat a la vida «civil», reprèn la seva passió per la tauromàquia, obté al 1950 l'adjudicació de la Plaça de toros d'Arles que dirigeix durant 35 anys, i organitza la primera fira taurina de Setmana Santa l'any 1952. Va fer venir a Arles els més grans toreros de l'època, i també va portar una gran quantitat d'artistes com Jean Cocteau, Pablo Picasso i molts altres.

## Carrera
- Primer toreig: 1910 per estoquejar vedells en diverses places franceses. La Primera Guerra Mundial li va tallar la seva trajectòria ja va haver d'anar al front. Va tornar el Diumenge de Pasqua de 1918 a Bèucaire.
- Presentació a Madrid: 18 de juliol de 1920 al costat de «Jumillano» i «Almanseño II». Novillos de la ganadería de Victorio d'Avellar.
- Primera alternativa (no vàlida a Espanya): Arles, 5 de setembre de 1920. Es va fer sense el consentiment del cap de lídia, Francisco Martín Vázquez, en presència de Juan Cecilio «Punteret».
- Segona alternativa (vàlida a Espanya): Barcelona, 7 d'agost de 1921. Padrí, Juan Silveti; testimoni «Carnicerito de Málaga». Toros de la ganadería d'Esteban Hernández.
- Confirmació de l'alternativa: Madrid, 28 de maig de 1922. Padrí, Diego Mazquiarán «Fortuna»; testimoni, Juan Anlló y Orío «Nacional II» Toros de la ganadería d'Hermanos Pérez de la Concha.
- Es va retirar el 1931 amb una posició econòmica còmoda i considerant que no podia ascendir més.